# アンリ・ボードリエ
アンリ・ボードリエ（アンリ＝ルイ・ボードリエ Henri-Louis Baudrier、1815年5月29日-1884年6月17日）は、フランスの法曹家、書誌学者。没後出版された『リヨン書誌』全12巻は、16世紀リヨン出版史研究に関する重要文献である。
リヨンの裁判長の息子として生まれ、自身も1841年に弁護士資格を取得した。その後、リヨン、ナンチュア、モンブリゾンなどで検事や判事を歴任した。
ボードリエは、生業の傍ら、リヨンの古版本収集や書誌の調査を丹念に行っていた。生前にはその成果はほとんど日の目を見ることはなかったが、死後、息子のジュリヤン・ボードリエによって『リヨン書誌 Bibliographie lyonnaise 』として順次まとめられていった。
最終的にジュリヤンの義理の息子も引き継いだものの、ボードリエの書誌研究の全てが公刊されるには至らなかった。ただし、未刊に終わった草稿にも現存しているものはあり、それらもまた貴重な資料となっている。

## リヨン書誌
全12巻の書誌。1895年以降、ジュリヤンによって11巻まで順次刊行された。その後、ジュリヤンの義理の息子アンベール・ド・テルバスが1921年に12巻を刊行した。1950年には、トリクーによって全巻を通した別冊目次が作成された。
『リヨン書誌』では、リヨンの印刷出版業者がアルファベット順に並べられている。各業者の略歴や古記録の抜粋に続いて、その業者が手掛けた出版物の詳細な書誌が列挙される形になっている。
アルファベット順とはいえ、後回しにする形で割愛された業者も少なくない。それらは当然いずれ改めて纏められる予定であったが、完成することはなかった。